# Autoput A4
L'autostrada A4 (in serbo Ауто-пут А4?, Auto-put A4) è un'autostrada serba, in parte in costruzione, che collega Niš con il confine bulgaro presso Gradina.